# 左座正二郎
左座 正二郎（さざ しょうじろう、1978年8月25日 - ）は、日本の元ラグビー選手。

## プロフィール
- 福岡県出身[2]。
- ポジションはプロップ(PR)。
- 現役時代のサイズは身長 183cm、体重 111kg。
- U23日本代表に選ばれたことがある[3]。

## 来歴
草ヶ江ヤングラガーズでラグビーを始める。
東福岡高校時代には3年連続で花園に出場し、高校日本代表に選出された。
慶應義塾大学では3年時に大学選手権で優勝するとともに、U－23日本代表に選出され、ニュージーランド学生代表と対戦した。
2004年、神戸製鋼コベルコスティーラーズに加入。同年12月4日に行われたトップリーグ第8節のクボタスピアーズ戦に途中出場して公式戦初出場を果たした。
しかし、社会人になってからは慢性的な腰痛や右膝靭帯損傷などの怪我に苦しめられ、公式戦の出場は1年目の4試合にとどまり、2006年に現役を引退した。
その後、神戸製鋼を退社してアスレチックトレーナーを目指して専門学校に入学し、理学療法士の資格を取得。
2010年からトップリーグのコカコーラ・ウエストで２年間、チームトレーナーを務めた後、兵庫県内の病院に勤務している。